# Parafia greckokatolicka Soboru Przenajświętszej Bogurodzicy i Proroka Eliasza w Hłomczy
Parafia greckokatolicka Soboru Przenajświętszej Bogurodzicy i Proroka Eliasza w Hłomczy – parafia greckokatolicka w Hłomczy, w dekanacie sanockim archieparchii przemysko-warszawskiej. Reaktywowana w 1991 roku.